# Regensensor

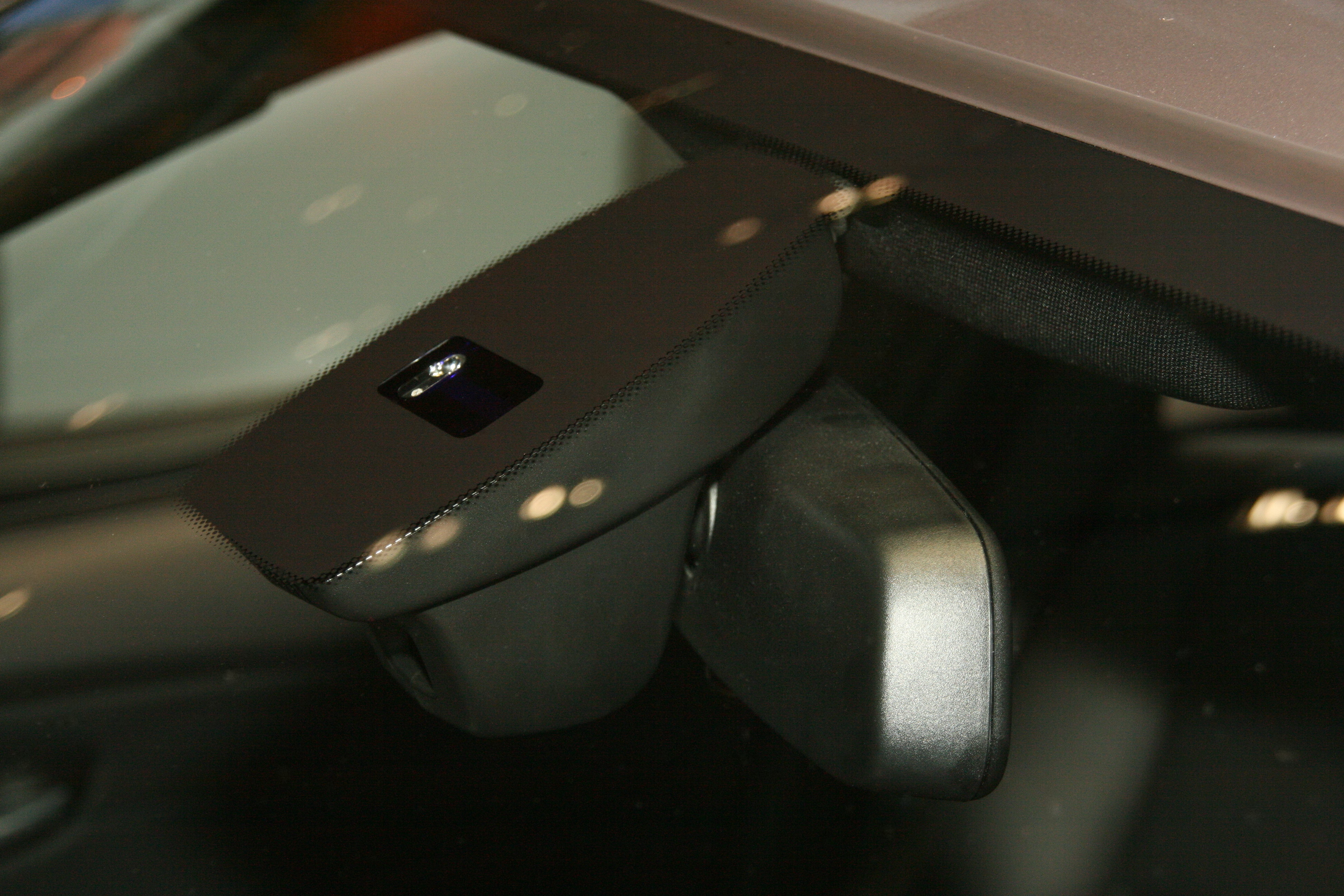
Regen-/Dämmerungssensor hinter der Frontscheibe, integriert in der Klebefläche des Innen-Rückspiegels eines Personenkraftwagens

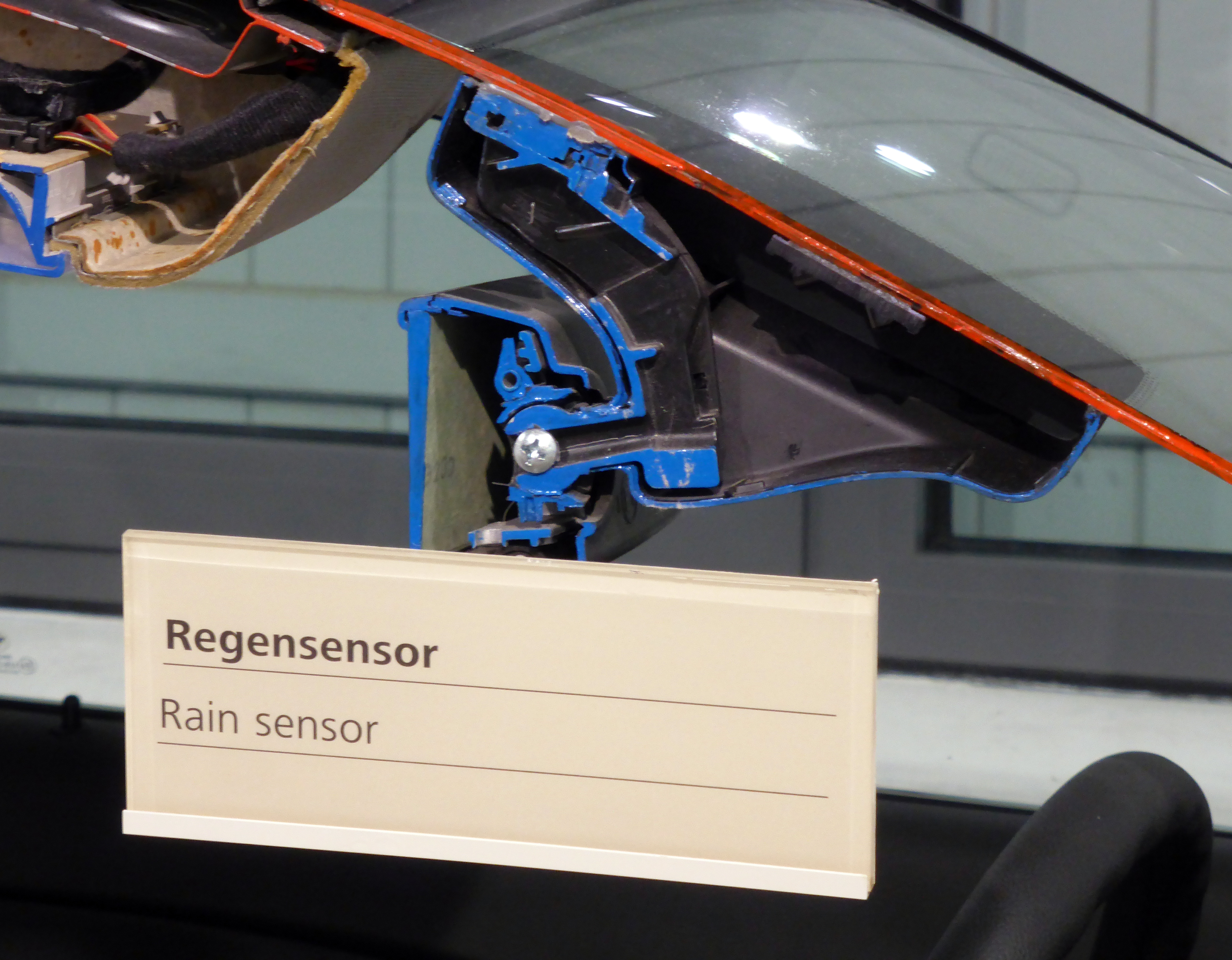
Schnittmodell eines Regensensors

Ein Regensensor ist ein technisches Bauteil, das feststellen kann, ob und wie stark es regnet, um eine entsprechende Aktion einzuleiten. Dazu wird die Benetzung einer Oberfläche erfasst, und es wird ein Schaltsignal oder ein quantitatives Signal generiert.
Der Unterschied zum Niederschlagsmesser besteht darin, dass nicht die exakte Niederschlagsmenge gemessen wird, sondern nur sekundäre Effekte wie die Benetzung oder die Sichtbehinderung einer beregneten Scheibe registriert werden. Der Regensensor befindet sich bei einem Fahrzeug in der Regel auf dem Spiegel an der Frontscheibe. 

## Anwendungsgebiete
Anwendungsgebiete von Regensensoren sind die automatische Steuerung verschiedener Prozesse, unter anderem die Steuerung von Bewässerungsanlagen oder von Dachluken und Markisen an Häusern, die bei Regen automatisch geschlossen bzw. eingefahren werden. Haupteinsatzgebiet ist heute die Steuerung von Scheibenwischern an Fahrzeugen bzw. Schiffen.
Ein vermarktungsreifer Regensensor zur Nachrüstung wurde auf der IAA 1977 vorgestellt. Abhängig von der unterhalb des Rückspiegels optisch gemessenen Regenmenge wurde eine Intervall- bzw. Dauerschaltung (ggf. mit der zweiten, erhöhten Wischgeschwindigkeit) aktiviert. Das Gerät sollte zum Preis von rund 60 DM (entspricht heute etwa 90 EUR) auf den Markt kommen.
Der Automobilhersteller Peugeot bot 1994 in einem seiner Modelle erstmals serienmäßig einen Regensensor an. Seitdem wird diese Entwicklung von mehreren Automobilherstellern in Fahrzeuge eingebaut. Der Sensor ist hinter der Windschutzscheibe angebracht, meist im Fuß des Rückspiegels im oberen Bereich der Windschutzscheibe integriert, jedenfalls am Rand außerhalb des Sichtfeldes. Der Regensensor misst die Benetzung eines kleinen Messfeldes und ermöglicht der Steuerungselektronik, die Benetzung der Scheibe einzuschätzen und den Wischer zu aktivieren, wenn eine entsprechende Benetzung erreicht ist. Das Messfeld hat üblicherweise eine Größe von 2 cm² (Größe eines Ein-Cent-Stücks). Um die Benetzung nach einem Wischvorgang ermitteln zu können, ist das Messfeld im Wischbereich der Scheibenwischer angebracht.

## Aufbau und Funktionsweise
Regensensoren funktionieren

Schema eines optischen Regensensors
1 – LED, 2 – Fotodiode

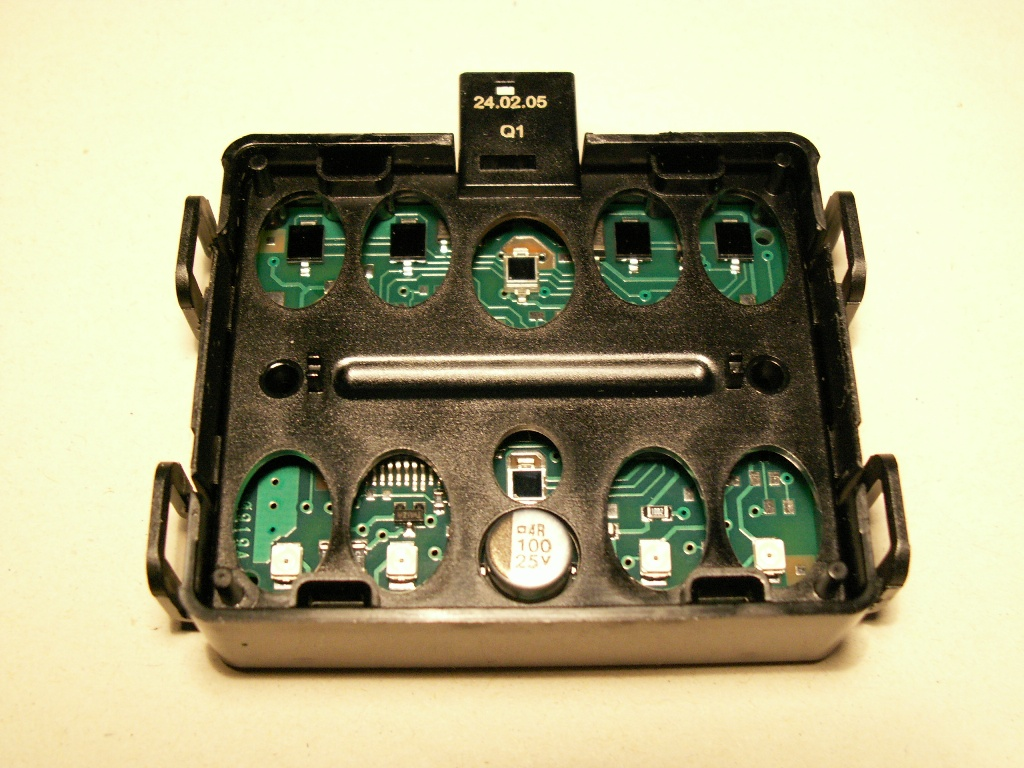
Auswerteelektronik eines Licht-/Regensensors (ohne Optik)

- optoelektronisch: Reflexionsmessung hinter einer Glasscheibe
- elektrisch:
  - Änderung der Leitfähigkeit zwischen offenen Elektroden aufgrund der Leitfähigkeit des benetzenden Wassers
  - Änderung der Kapazität zwischen isolierend geschützten Elektroden
- mechanisch: Unter Feuchteeinfluss quellende Materialien dienen zur Betätigung eines Schaltkontaktes oder eines Ventils.

### Optoelektronisches Verfahren
Beleuchtung einer Glasscheibe mittels einer Leuchtdiode (LED) und Registrieren des Reflexes mittels eines Lichtempfängers (Fototransistor). Dabei wird die physikalische Gesetzmäßigkeit der Reflexion an der Grenze vom optisch dichteren zum optisch dünneren Material (Brechungsindex) genutzt. Der Winkel des zur Oberfläche der Glasscheibe geneigt verlaufenden Lichtstrahls ist so gewählt, dass bei trockener äußerer Scheibenoberfläche die gesamte Lichtmenge reflektiert und zum Fotoempfänger läuft (Totalreflexion: Das Licht verlässt das optisch dichtere Medium „Glas“ nicht). Wassertropfen – etwa von Regen – auf der Außenfläche der Scheibe verändern das Reflexionsverhalten, d. h., es wird weniger reflektiert, ein Teil wird durch die unebene Oberfläche des Wassers gestreut und kann entweichen.
Damit Licht an der Grenze von Glas (mit Brechungsindex etwa n = 1,5) zu Luft (fast n = 1) totalreflektiert wird, muss der Einfallswinkel größer als 41° (Grenzwinkel für Totalreflexion, vom Lot weg gemessen; also je größer, desto flacher zur Grenzfläche verlaufend) gewählt werden. Möglich wäre etwa 45°. Liegt an der Glasfläche nun Wasser (n = 1,33) an, das in seiner optischen Dichte eine Zwischenstellung einnimmt, so ist der relevante Brechungsindexunterschied (Glas zu Wasser) wesentlich geringer, und es tritt nur teilweise Reflexion auf, es erreicht also weniger Licht den Detektor. Totalreflexion tritt (von Glas zu Wasser) erst ab einem höheren Grenzwinkel von 61° auf.
Der Grenzwinkel für Totalreflexion (dichter zu dünner) errechnet sich genau aus dem Brechungsindexverhältnis (n1⁄n2).
Dasselbe gilt übrigens auch für die neu dazugekommene Grenzschicht zwischen Wasser und Luft ganz außen: kleinerer Brechungsindexunterschied – größerer Grenzwinkel. Der Lichtstrahl wird zu größerem Winkel hin (= vom Lot weg) gebrochen und könnte nunmehr von der Wasser-Grenzschicht zur Luft reflektiert werden. Die Wasseroberfläche ist jedoch nicht eben, weshalb ein Großteil des Lichtes austritt: Das Wasser liegt als mehr oder weniger gespreizte, gewölbte Tropfen oder als durch Fahrtwind und Wasserströmung unebene Schicht am Glas. Je mehr Glasfläche vom Wasser uneben benetzt ist, desto mehr wird die Totalreflexion gestört, was wiederum vom Sensor registriert wird.
Die Messgröße ist die bei Benetzung abnehmende Lichtintensität am Fotoempfänger.
Ein einziger kleiner Tropfen im Messfeld soll den Wischer noch nicht auslösen, ein größerer oder mehrere jedoch schon. Der Sensor soll so auf die beginnende Sichtbeeinträchtigung durch Wassertropfen am Glas reagieren.
Der Anteil der reflektierten Lichtmenge kann auch als Steuergröße für die Intervallzeit eines Scheibenwischers dienen, damit der Regensensor auch abhängig von der Regenmenge die Geschwindigkeit des Scheibenwischers steuern kann.
Üblicherweise wird Infrarot verwendet. Der IR-Strahl wird durch Streulinsen aufgeweitet und mittels eines aufgeklebten optischen Prismas unter dem erforderlichen Winkel in die Windschutzscheibe geführt. Das Prisma ist nötig, um die Strahlung überhaupt im erforderlichen Winkel in die Scheibe einkoppeln zu können – ohne Prisma könnte aufgrund der Brechung kein Strahl in die planparallele Scheibe gelangen, der anschließend totalreflektiert wird. Der Lichtstrahl wird nun innerhalb der Windschutzscheibe reflektiert und gelangt an einer anderen Stelle an ein Auskoppel-Prisma, das dort die Totalreflexion an der Innenoberfläche vermeidet, verlässt die Windschutzscheibe und wird mittels Sammellinsen auf den Fotoempfänger fokussiert.
Bei starkem Regen kann ein Sensorsystem automatisch von Intervall- auf Dauerwischen umschalten. Während eines plötzlich einsetzenden Wolkenbruchs oder in der Gischtfahne eines LKW schaltet die Anlage sofort in die höchste Geschwindigkeitsstufe. Fallen nur noch vereinzelt Regentropfen, steuert die Elektronik die Wischergeschwindigkeit so, dass der Fahrer stets guten Durchblick hat. Trockenes Reiben der Wischerblätter auf der Frontscheibe und damit die starke Abnutzung des Wischerblattes werden vermieden. Um Fehlinterpretationen durch Kondensationsfeuchte vorzubeugen, kann eine integrierte Heizung den Messbereich von innen trocken halten.
Verglichen mit der Infrarot-Strahlungsleistung der Sonne oder auch von Tunnelbeleuchtungen ist die Intensität der IR-Diode äußerst gering, die zu messende Größe (ausgestreutes Licht) sogar verschwindend klein. Um dennoch präzise Messwerte zu erlangen, wird das Signal gepulst betrieben und mit Hilfe eines digitalen Lock-in-Verstärkers ausgewertet.

### Elektrische Verfahren
Elektrische Regensensoren, wie sie als Baugruppe in der Haustechnik oder dem Gartenbau eingesetzt werden, besitzen eine Elektrodenanordnung. Sie nutzen die Veränderung der Kapazität der beregneten Anordnung, oder sie registrieren den geänderten elektrischen Widerstand aufgrund der Leitfähigkeit des Regenwassers.
Je nach Verfahren sind die Elektroden entweder mit einer isolierenden Schicht bedeckt bzw. geschützt oder metallisch-offen. Offene Anordnungen müssen korrosionsfeste Metalloberflächen besitzen; man wählt oft als Leiterplatte gefertigte vergoldete Leiterzüge.

## Weitere Funktionen in Fahrzeugen
Heutige (2012) mit dem Fahrzeugnetzwerk (z. B. CAN- oder LIN-Bus) verbundene Regensensoren bieten oft noch weitere Steuermöglichkeiten: Die Signale werden z. B. zum automatischen Schließen von Fenstern und Schiebedach genutzt. Integrierte Umgebungslicht-Sensoren können das Fahrlicht steuern, um es bei Dunkelheit oder Einfahrt in einen Tunnel automatisch einzuschalten. Auch die automatische Scheinwerfer-Reinigungsanlage arbeitet nach dem Prinzip der im Regensensor verwendeten opto-elektronischen Messung.
Weiterhin eignet sich die exponierte Lage an der Windschutzscheibe, um Beschlags- und Sonnenstandssensorik zu integrieren.